# Un Natale molto bizzarro
Un Natale molto bizzarro (A Very Nutty Christmas) è un film per la televisione del 2018 diretto da Colin Theys.
Dopo essere stata lasciata dal suo ragazzo poco prima di Natale, la pasticcera Kate riceve in dono da un commerciante di articoli natalizi uno schiaccianoci di legno che magicamente prende vita, e del quale lei finisce per innamorarsi.

## Distribuzione
Il film è stato distribuito nel 2018.